# Francesco Riso
Francesco Riso (né le 15 octobre 1826 à Palerme et mort dans la même ville le 1er mai 1860) est un patriote sicilien.

## Biographie
D'origine humble, maitre fontainier, Francesco Riso est animé, dès son plus jeune âge, d'idées patriotiques et il est un adversaire des Bourbons alors maître du royaume des Deux-Siciles, contre qui il organise plusieurs conspirations.
Il participe à l'insurrection ratée de la Fieravecchia en janvier 1850 à Palerme puis fait partie de comités secrets. Il dirige la révolte de la Gancia du 4 avril 1860, au cours de laquelle il est blessé. Capturé, il meurt à l'hôpital. Entretemps, père et douze autres insurgés sont fusillés dans la soirée du 13 avril.